# 大智寺 (坂戸市)
大智寺（だいちじ）は、埼玉県坂戸市に所在する真言宗智山派の寺院。山号は龍護山。

## 歴史
本寺は創建不明ながら、坂戸付近で勢力を保っていた豪族の勝呂氏居館跡に建立されたと伝わる。
室町時代には寂び廃れた状態になっていたところ、1649年（慶安2年）に徳川幕府で長崎奉行に起用された黒川丹波守正直が再興したと伝わる。本寺にはその再興の祖である黒川正直の墓所があり、その墓所は埼玉県が旧跡として指定している。
現在では入間三山の一つに数えられ、桜の名所と高く知られている。
本寺に梵鐘が存在しないが、これは大東亜戦争の最中の金属供出のために埼玉県内の他の寺と一緒に梵鐘を軍に接収されたためであり、戦後も梵鐘を復活させることがなく、そのままとなっているからである。

## 交通アクセス
- 東武鉄道東上線・「北坂戸駅」東口下車 徒歩約21分